# Odilon Barrot
Camille Hyacinthe Odilon Barrot (Villefort, 19 settembre 1791 – Bougival, 6 agosto 1873) è stato un politico francese, Primo Ministro della Francia dal 20 dicembre 1848 al 31 ottobre 1849.

## Biografia
Nato da una famiglia di giuristi originaria di Tolosa, figlio di Jean-André Barrot (1753-1845), avvocato poi magistrato membro della Convenzione nazionale, fratello di Ferdinand e Adolphe Barrot, Odilon Barrot fu inizialmente inviato alla Prytanée militaire a quel tempo situata a Saint-Cyr, prima di essere ammesso al Lycée Napoléon di Parigi per intraprendere lo studio del diritto.
Divenne avvocato e fu ammesso all'esercizio della professione nel 1811; trovò lavoro presso lo studio di un amico del padre, Jean-Baptiste Mailhe, avvocato al Consiglio del re e alla Corte di Cassazione. Quando questi, con la Restaurazione del 1814, venne proscritto come regicida, Barrot gli succedette in entrambi gli incarichi.
Durante i Cento giorni, elevò una protesta contro il ristabilirsi dell'Impero, e quello fu il suo primo atto politico.

### Sotto la Seconda Restaurazione
Ma la Seconda Restaurazione, e in particolare il Terrore bianco, non tardarono a suscitare il suo disincanto. Barrot si unì alle schiere dell'opposizione e divenne presto uno dei membri influenti del partito liberale. Si lega ad alcune figure principali del partito, come Benjamin Constant, La Fayette, il generale Foy e diversi dei più celebri oratori dell'epoca; sposò, inoltre, la figlia di uno di loro, Guillaume-Xavier Labbey de Pompières.
Quando alcuni cittadini protestanti di una piccola città del centro, per aver rifiutato di addobbare la facciata delle proprie case per le processioni del Corpus Domini, furono condannati a pagare un'ammenda dal giudice di pace, Odilon Barrot ne prese la difesa (1818) davanti alla Corte di Cassazione e, in una clamorosa arringa, esclamò: «La legge deve essere atea». Difese pure Wilfrid Regnauld, implicato per rancori politici in un caso d'omicidio, e presentò un'istanza nel processo al tenente colonnello Caron.
Nel 1820, essendosi opposto ad una legge secondo la quale ognuno poteva essere arrestato e incarcerato per un semplice mandato firmato da tre ministri, venne citato davanti alla corte di giustizia, ma fu assolto.
Sebbene molto legato a La Fayette e ad altri, non prese mai parte ai loro progetti per far cadere il governo, ma nel 1827 entrò a far parte dell'associazione giacobina conosciuta sotto il nome di Aide toi, le ciel t'aidera ("Aiuta te stesso, il cielo ti aiuterà"), dove ritrovò Audry de Puyraveau, Béranger, Barthe, Duchâtel, Blanqui, Carrel e Guizot. Ne divenne il presidente e si sforzò di mantenerla sulla direzione di un'opposizione pacifica e parlamentare. Presiedette il banchetto (il famoso banchetto delle Vendemmie di Borgogna) donato dalla società ai 221 deputati firmatari della lettera del marzo 1830 a Carlo X e minacciò di rispondere alla forza con la forza.

### Sotto la Monarchia di Luglio
Dopo le ordinanze del 26 luglio 1830 si unì alla Guardia nazionale e prese parte attivamente alla rivoluzione del 1830, sebbene non ne avesse mai dato l'avvio e ne fosse anche stato in un certo modo sorpreso. Come primo segretario della commissione municipale, che, insediatasi all'Hôtel de Ville, si costituì in governo provvisorio, Barrot ricevette l'ordine di trasmettere alla Camera dei deputati una protesta a puntualizzare le esigenze che i liberali avanzati volevano imporre al nuovo re prima di riconoscerlo. Sostenne l'idea di una monarchia costituzionale a favore del duca d'Orléans, contro i repubblicani, dissuadendo La Fayette dal proclamare la Repubblica.
Con il maresciallo Maison e Auguste de Schonen, Barrot fu uno dei tre commissari scelti da Luigi Filippo per accompagnare Carlo X fuori dalla Francia. Inizialmente viene accolto molto male dal re decaduto, ma finì col riuscire in maniera abbastanza completa nella sua missione, in modo che il sovrano stesso, in una dichiarazione, riconobbe le «attenzioni» e il «rispetto» che Barrot aveva dimostrato nei suoi confronti e nei confronti della famiglia reale.
Al ritorno fu nominato prefetto della Senna; le sue concessioni alla popolazione parigina e la sua condiscendenza verso quelli che domandavano la messa in stato di accusa dei ministri di Calo X gli valsero il paragone con Pétion, il che non era un elogio, e causarono frequenti conflitti coi ministri dottrinari Guizot e Montalivet. La sua nomina fu revocata nel febbraio 1831.
Il 28 ottobre 1830 fu eletto deputato dell'Eure e rieletto il 5 luglio 1831 simultaneamente per il 2° collegio dell'Eure (Verneuil), il 2° collegio dell'Aisne (Chauny) ed il 2° collegio del Basso Reno (Strasburgo); fu successivamente eletto nel 1834, 1837, 1839, 1842 e 1846. Il regno di Luigi Filippo era ben lungi dal soddisfare i suoi desideri di riforma, e Barrot non cessò di affermare che «allargava le basi della monarchia», nello stesso tempo protestando la propria lealtà verso la dinastia difendeva l'idea di una monarchia contornata di istituzioni repubblicane, e divenne il capo dell'"opposizione dinastica" (monarchici costituzionali di sinistra, o "partito del movimento").
Fu un tenace oppositore del governo presieduto da Perier, fu incaricato del rapporto per la reintroduzione del divorzio, redatto con Cormenin, per conto della sinistra, il celebre Rendiconto di cui l'insurrezione democratica del 5-6 giugno 1832 fu la diretta conseguenza, e, dopo la sconfitta dei repubblicani, si scagliò, sebbene monarchico, contro le rappresaglie e le misure eccezionali. Il giorno dopo la manifestazione del giugno 1832 in occasione dei funerali del generale Lamarque, si fece indirettamente portavoce dei democratici in un colloquio con Luigi Filippo che ne riferisce lungamente nelle sue Memorie. Subito dopo, nelle sue argomentazioni davanti alla Corte di Cassazione in favore dei sostenitori dei moti, domandò ed ottenne l'annullamento del giudizio pronunciato dal consiglio di guerra, davanti a cui il governo aveva deferito gli accusati basandosi su un'ordinanza che aveva posto Parigi sotto stato d'assedio.
Difese il diritto di associazione (aprile 1834), chiese l'amnistia per gli insorti di Lione e si oppose vanamente alle leggi del settembre 1835, unendo costantemente alle rivendicazioni in favore della libertà l'attestazione della propria devozione alla monarchia costituzionale.
Fu inoltre uno dei principali azionisti del foglio d'opposizione Le Siècle, fondato da Armand Dutacq il 1º luglio 1836, il più diffuso giornale dell'epoca.
La sua opposizione, come quella dei deputati che ne seguivano le idee, non cessò che durante i governi Thiers (1836 e 1840), in cui faceva parte della maggioranza. Lottò invece con forza contro il secondo governo Molé, che dopo due anni (22 febbraio 1839) riuscì a far cadere formando una coalizione rimasta celebre. Si oppose ugualmente al terzo governo del maresciallo Soult e a Guizot, che ne era l'uomo forte, sforzandosi di ravvicinare l'opposizione dinastica, il centro-sinistra e il terzo partito ed appoggiando con i pronunciamenti ed i voti tutte le proposte di opposizione: votò contro il governo in occasione dell'affaire Pritchard e fu l'autore di un gran numero di proposte di legge ed emendamenti contro la corruzione politica, contro il proliferare nella Camera di deputati-funzionari, ecc.
La morte nel 1842 del duca d'Orléans, che abbracciava idee liberali, fu un duro colpo per il partito di Barrot, che cercò di rimpiazzare la reggenza della duchessa d'Orléans con quella del duca di Nemours.
Nel 1846 Barrot fece un viaggio nel Vicino Oriente, ma tornò in tempo per prendere parte una seconda volta ai preliminari della rivoluzione. Sostenitore della riforma elettorale, nel 1847 fu uno degli organizzatori della Campagna dei banchetti per la riforma elettorale, che contribuì a provocare la rivoluzione del 1848. Assisté a 16 di queste riunioni e, quando il governo volle mettervi termine, depositò a nome della sinistra una risoluzione d'accusa al governo.
Barrot fu quindi, suo malgrado, uno degli artefici della caduta della monarchia, poiché non seppe prevedere la forza del torrente al quale la sua eloquenza aveva preparato la via e continuò ad aggrapparsi al programma del 1830. Il 24 febbraio, chiamato troppo tardivamente a formare un governo, tentò di sostenere davanti alla Camera la reggenza della duchessa d'Orléans; invano cercò, mostrandosi a cavallo sui boulevard, di calmare il fermento generale e di salvare la monarchia. Non poté fare altro che constatare che il tempo delle mezze misure era ormai passato.

### Sotto la Seconda Repubblica
Giacché il movimento popolare aveva portato sino alla proclamazione della Seconda Repubblica, Barrot, che ciò non aveva auspicato, si sforzò di imporre al nuovo Stato istituzioni conservatrici. Presidente del consiglio generale dell'Aisne ed eletto per lo stesso dipartimento all'assemblea costituente il 23 aprile 1848, si insediò fra i banchi della destra.

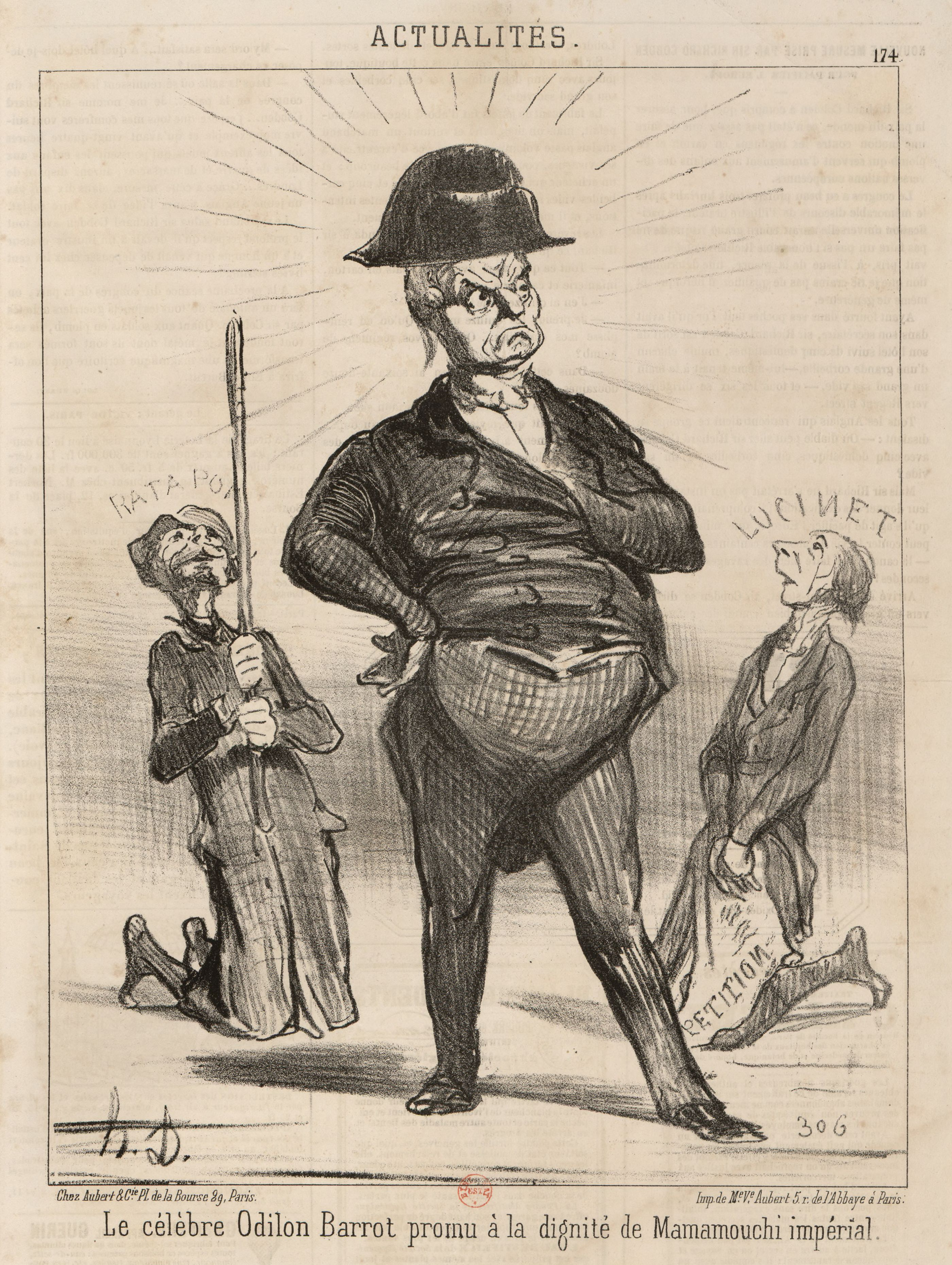
Odilon Barrot visto da Honoré Daumier.

Fu nominato a maggioranza alla presidenza della commissione d'inchiesta sugli avvenimenti del 15 maggio e sulle giornate di giugno. Prese parte attiva ai dibattiti costituzionali e si sforzò di far prevalere il bicameralismo. Votò per il mantenimento dello stato d'assedio, contro l'abolizione della pena di morte, contro l'incompatibilità delle funzioni, contro l'emendamento Grévy, contro il diritto al lavoro, a favore della proposta Rateau, a favore della spedizione di Roma, contro la soppressione della tassa sul sale e sulle bevande.
Luigi Napoleone, che assunse le funzioni di presidente della Repubblica, lo nominò capo del governo e ministro della giustizia il 20 dicembre 1848. Ricevette l'incarico di approntare misure legislative di restrizione del diritto d'assemblea e della libertà di stampa, e di difendere in parlamento, contro i montagnardi e il loro portavoce Ledru-Rollin, i crediti politici reclamati per la spedizione di Roma. Dopo le elezioni legislative del 1849 formò un secondo governo. Le sue convinzioni liberali, quando il principe-presidente si orientò verso l'autoritarismo, gli valsero la revoca dall'incarico il 30 ottobre 1849.
Nel maggio dello stesso anno venne eletto all'assemblea legislativa per il dipartimento dell'Aisne (68 782 voti su 112 795 votanti e 160 698 aventi diritto) e per quello della Senna (112 675 voti su 281 140 votanti e 378 043 aventi diritto). Appoggiò la legge Falloux per il libero insegnamento e la legge del 31 maggio contro il suffragio universale.
Al Colpo di Stato del 2 dicembre 1851, che non aveva previsto, fece parte dei 220 deputati che, cacciati manu militari dal Palazzo Borbone, si riunirono nel municipio del X arrondissement e tentarono di accusare il principe-presidente di alto tradimento prima che la riunione venisse interrotta dalla polizia. Brevemente imprigionato, Barrot si ritirò dalla politica attiva.
Venne eletto come membro aggiunto all'Académie des sciences morales et politiques (1855) e si dedicò agli studi di diritto. Col governo dell'Impero liberale retto da Émile Ollivier, accettò, dopo un colloquio con Napoleone III, la presidenza di un comitato extraparlamentare incaricato di studiare i progetti di decentralizzazione dello Stato (1869). Divenne membro titolare dell'Académie des sciences morales et politiques nel 1870
Dopo la caduta del Secondo Impero, l'Assemblea nazionale lo nominò membro del riorganizzato Consiglio di Stato e Thiers, capo del potere esecutivo della Repubblica gliene affidò la presidenza (27 luglio 1872) col titolo di vicepresidente. Ma le sue forze erano ormai in declino e morì circa un anno dopo, nell'agosto 1873 all'età di 81 anni.

## Opere
Parallelamente alla sua attività politica, Odilon Barrot si diede alla redazione di studi giuridici o amministrativi in cui affermò la propria ostilità alla centralizzazione, difese il primato della giustizia morale sulla giustizia sociale e si preoccupò di associare i cittadini all'esercizio della giustizia attraverso l'introduzione della giuria pubblica. È anche l'autore delle proprie Memorie, pubblicate dopo la sua morte dall'amico Prosper Duvergier de Hauranne.
- De la centralisation et de ses effets, 1870
- De l'organisation judiciaire en France, 1872
- Mémoires posthumes, precedute da una prefazione di Duvergier de Hauranne, Paris, Charpentier, 1875-1876, 4 vol. in-8